# Liste der Nummer-eins-Hits in Schweden (1983)
Diese Liste enthält alle Nummer-eins-Hits in Schweden im Jahr 1983. Es gab in diesem Jahr jeweils zehn Nummer-eins-Singles und -Alben.
| Singles | Alben |
| --- | --- |
| - Dionne Warwick – Heartbreaker - 2 Wochen (21. Dezember 1982 – 10. Januar 1983) - Culture Club – Do You Really Want to Hurt Me - 4 Wochen (11. Januar – 7. Februar) - Madness – Our House - 4 Wochen (8. Februar – 7. März) - F. R. David – Words - 2 Wochen (8. März – 21. März) - Wham! – Young Guns (Go for It) - 2 Wochen (22. März – 4. April) - David Bowie – Let’s Dance - 10 Wochen (5. April – 13. Juni) - Agnetha Fältskog – The Heat Is On - 8 Wochen (14. Juni – 8. August) - Irene Cara – Flashdance... What a Feeling - 6 Wochen (9. August – 19. September) - Mike Oldfield – Moonlight Shadow - 8 Wochen (20. September – 14. November) - Culture Club – Karma Chameleon - 6 Wochen (15. November 1983 – 9. Januar 1984) | - Ulf Lundell – Kär och galen - 16 Wochen (26. Oktober 1982 – 21. Februar 1983) - Madness – The Rise & Fall - 6 Wochen (22. Februar – 4. April) - Pink Floyd – The Final Cut - 2 Wochen (5. April – 18. April) - Carola – Främling - 2 Wochen (19. April – 2. Mai) - David Bowie – Let’s Dance - 6 Wochen (3. Mai – 13. Juni) - Agnetha Fältskog – Wrap Your Arms Around Me - 8 Wochen (14. Juni – 8. August) - Flashdance (Soundtrack) - 6 Wochen (9. August – 19. September) - Mike Oldfield – Crises - 8 Wochen (20. September – 14. November) - Magnus Uggla – Välkommen till folkhemmet - 2 Wochen (15. November – 28. November, insgesamt 10 Wochen) - The Rolling Stones – Undercover - 2 Wochen (29. November – 12. Dezember) - Magnus Uggla – Välkommen till folkhemmet - 8 Wochen (13. Dezember 1983 – 6. Februar 1984, insgesamt 10 Wochen) |